# オレ達のWell歌夢
『オレ達のWell歌夢』（オレたちのウェルかむ）は、テレビ東京系列ほかで放送されたエルフ・エージェンシー製作の音楽番組。ヴァーナルの一社提供。テレビ東京では2001年4月3日（2日深夜）から2003年4月1日（3月31日深夜）まで放送。
布施明と山本譲二が司会を務めていた深夜番組で、毎回彼らがゲストに招いた歌手と音楽トークやコントを繰り広げていた。エンディングでは、布施が「この番組はヴァーナルの提供でお送りしました」という提供読みを行っていた。

## 出演者
- 布施明
- 山本譲二
- 眞野裕子
- 小松政夫 - 2002年10月8日（7日深夜）放送分に一度出演した後[1]、同年11月26日（25日深夜）放送分からレギュラー出演[2]。

## スタッフ
- 企画：大田勝
- 構成：河村達樹
- 音楽：井川雅幸
- 演奏：小堀浩（Guitar）、松本茂（Base）、広瀬徳志（Drums）、中島慶久（Synthesizer）
- TD：岡本隆嗣 (ビデオスタッフ)
- CAM：川口次男 (ビデオスタッフ)
- VE：權田博 (ビデオスタッフ)
- VTR：高垣俊宏 (ビデオスタッフ)
- LD：出口勉 (東新)
- MIX：菅原正巳 (タムコ)
- PA：小暮倫見 (タムコ)
- SE：松井久美子 (サウンドエフェクト)
- TK：長谷川ひとみ
- 美術：渡辺勝（アイエヌジー・前期）
- デザイン：諏訪明（アイエヌジー・前期）
- 美術進行：藤原涼（アイエヌジー・前期）
- ヘアメイク：角真理子（前期）
- 編集：白田進児
- MA：村田操
- 技術協力：ビデオスタッフ、東新、タムコ、サウンドエフェクト、東京ヴィ・ピー・アール
- 美術協力：アイエヌジー（前期）、アックス（後期）、東宝舞台、ダダ、ワンダーライト、東京美工、京阪商会、東京衣裳、アートメイク・トキ
- 協力：北島音楽事務所、プロダクション尾木、ワイズビジョン
- FD：中西亨（エルフ・エージェンシー）
- AD：谷瀬佳賀里（エルフ・エージェンシー）、田中美愛子（エルフ・エージェンシー）
- 演出：佐々木龍二
- プロデューサー：岡田文男（北島音楽事務所）、西脇和之（ワイズビジョン）
- チーフプロデューサー：橋本稔子（エルフ・エージェンシー）
- 製作・著作：エルフ・エージェンシー

## 放送局
| 放送対象地域   | 放送局             | 系列           | 放送日時 | 備考         |
| -------------- | ------------------ | -------------- | --- | ------------ |
| 関東広域圏     | テレビ東京         | テレビ東京系列 | 火曜 01:15 - 01:45（月曜深夜、2001年4月3日 - 2002年3月26日） 火曜 00:55 - 01:25（月曜深夜、2002年4月2日 - 2002年12月24日） 火曜 02:35 - 03:05（月曜深夜、2003年1月7日 - 2003年4月1日） |              |
| 愛知県         | テレビ愛知         | テレビ東京系列 | 水曜 01:15 - 01:45（火曜深夜、2001年4月4日 - 2002年3月27日） 火曜 09:50 - 10:20（2002年4月2日 - 2002年6月25日）                                                                        | 途中打ち切り |
| 大阪府         | テレビ大阪         | テレビ東京系列 | 火曜 01:05 - 01:35（月曜深夜、2001年頃） |              |
| 岡山県・香川県 | テレビせとうち     | テレビ東京系列 | 木曜 12:30 - 13:00（2001年4月5日 - 2002年6月27日） 木曜 08:05 - 08:35（2002年10月3日 - 2002年12月26日）                                                                                | 途中打ち切り |
| 鳥取県・島根県 | 日本海テレビ       | 日本テレビ系列 | |              |
| 徳島県         | 四国放送           | 日本テレビ系列 | |              |
| 宮城県         | 東北放送           | TBS系列        | | 途中打ち切り |
| 山口県         | テレビ山口         | TBS系列        | |              |
| 鹿児島県       | 南日本放送         | TBS系列        | |              |
| 沖縄県         | 琉球放送           | TBS系列        | |              |
| 秋田県         | 秋田テレビ         | フジテレビ系列 | |              |
| 新潟県         | 新潟総合テレビ     | フジテレビ系列 | |              |
| 石川県         | 石川テレビ         | フジテレビ系列 | |              |
| 福井県         | 福井テレビ         | フジテレビ系列 | |              |
| 愛媛県         | 愛媛放送           | フジテレビ系列 | |              |
| 高知県         | 高知さんさんテレビ | フジテレビ系列 | |              |
| 佐賀県         | サガテレビ         | フジテレビ系列 | |              |
| 青森県         | 青森朝日放送       | テレビ朝日系列 | |              |
| 岩手県         | 岩手朝日テレビ     | テレビ朝日系列 | |              |
| 山形県         | 山形テレビ         | テレビ朝日系列 | |              |
| 静岡県         | 静岡朝日テレビ     | テレビ朝日系列 | |              |
| 広島県         | 広島ホームテレビ   | テレビ朝日系列 | |              |
| 岐阜県         | 岐阜放送           | 独立UHF局      | 金曜 14:30 - 15:00（2001年4月6日 - 2001年9月28日） 土曜 16:45 - 17:15（2001年10月6日） 土曜 12:30 - 13:00（2001年10月13日 - 2002年12月21日） 土曜 08:00 - 08:30（2002年12月28日）      | 途中打ち切り |
| 三重県         | 三重テレビ         | 独立UHF局      | 金曜 13:30 - 14:00（2001年4月6日 - 2002年12月27日） | 途中打ち切り |
| 滋賀県         | びわ湖放送         | 独立UHF局      | |              |
| 奈良県         | 奈良テレビ         | 独立UHF局      | |              |
| 和歌山県       | テレビ和歌山       | 独立UHF局      | |              |